# Thyra Jensen
Thyra Jensen, född 1865, död 1949, var en dansk kvinnosakspolitiker och författare.
Hon producerade barnböcker inspirerade av sin egen barndom och biografier för vuxna.  
Hon var verksam inom Den Sydslesvigske Kvindeforening, där hon en tid var ordförande, och verkade för dansktalande kvinnor i det mestadels tysktalande Sydslesvig. 